# Præsentation af DNSAP
|  | Denne artikel er oprettet af botten Steenthbot ud fra en ekstern database. Den kan derfor have sproglige fejl eller mangler. Denne skabelon kan fjernes efter kontrol af indholdet. |

Præsentation af DNSAP er en dansk dokumentarisk optagelse fra 1941.

## Handling
Diverse optagelser fra det danske nazistpartis hovedkontor i Bovrup. Partiets leder Frits Clausen ved skrivebordet, duplikator betjenes. Frits Clausen hjemme privat med hunde og kat. Billedreportage fra partiførerens fødselsdag i 1940 i Bovrup, optog ved hjemmet, partimedlemmer marcherer med skovle over skulderen. Over indgangen: DNSAP Hovedkontoret, Clausen får gaver, forbipasserende heiler.
Præsentation af DNSAP Stabskontoret på Rosenvængets Allé i København med mødefaciliteter, pressetjeneste m.m. Avisen Fædrelandet blev i begyndelsen trykt i en kælder i Mazantigade 10 i Kolding. Nu trykkes den i en moderne rotationspresse.

## Medvirkende
- Frits Clausen